# Eşref Apak
Eşref Apak (ur. 3 stycznia 1982 w Kalecik) – turecki lekkoatleta, młociarz, srebrny medalista olimpijski.
W 2004 i 2008 startował w igrzyskach olimpijskich. Apak zajął 4. miejsce w konkursie rzutu młotem na igrzyskach w Atenach z wynikiem 79,51, jednak początkowy zwycięzca – Węgier Adrián Annus – został przyłapany na manipulacji próbkami moczu i został zdyskwalifikowany, a brązowy medalista – Białorusin Iwan Cichan – również został zdyskwalifikowany (medal odebrany decyzją MKOl 5 grudnia 2012) tym samym Apak został sensacyjnym medalistą tej imprezy. Jako junior zdobywał medale mistrzostw świata oraz mistrzostw Europy. W 2005 zajął drugie miejsce podczas uniwersjady oraz wygrał igrzyska śródziemnomorskie. Rekord życiowy: 81,45 (4 czerwca 2005, Stambuł) – wynik ten jest aktualnym rekordem Turcji.
Reprezentant kraju w pucharze Europy w rzutach.
W 2013 został zdyskwalifikowany na dwa lata za stosowanie niedozwolonego stanozololu (do 25 czerwca 2015).

## Osiągnięcia
| Rok  | Impreza                                 | Miejsce        | Pozycja           | Wynik |
| ---- | --------------------------------------- | -------------- | ----------------- | ----- |
| 1999 | Mistrzostwa świata juniorów młodszych   | Bydgoszcz      | 6. miejsce        | 71,45 |
| 2000 | Mistrzostwa świata juniorów             | Santiago       | 1. miejsce        | 69,97 |
| 2001 | Mistrzostwa Europy juniorów             | Grosseto       | 3. miejsce        | 67,56 |
| 2001 | Igrzyska śródziemnomorskie              | Tunis          | 6. miejsce        | 71,06 |
| 2003 | Młodzieżowe mistrzostwa Europy          | Bydgoszcz      | 2. miejsce        | 76,52 |
| 2004 | Igrzyska olimpijskie                    | Ateny          | 2. miejsce        | 79,51 |
| 2005 | Zimowy puchar Europy w rzutach          | Mersin         | 5. miejsce        | 76,23 |
| 2005 | Uniwersjada                             | Izmir          | 2. miejsce        | 76,18 |
| 2005 | Igrzyska śródziemnomorskie              | Almería        | 1. miejsce        | 77,88 |
| 2005 | Mistrzostwa świata                      | Helsinki       | el. – 19. miejsce | 73,04 |
| 2006 | Zimowy puchar Europy w rzutach          | Tel Awiw-Jafa  | 4. miejsce        | 75,43 |
| 2006 | I liga pucharu Europy                   | Saloniki       | 4. miejsce        | 74,05 |
| 2006 | Mistrzostwa Europy                      | Göteborg       | el. – 19. miejsce | 70,17 |
| 2007 | Zimowy puchar Europy w rzutach          | Jałta          | 3. miejsce        | 76,68 |
| 2007 | Mistrzostwa świata                      | Osaka          | 11. miejsce       | 76,59 |
| 2008 | Zimowy puchar Europy w rzutach          | Split          | 5. miejsce        | 75,81 |
| 2008 | Igrzyska olimpijskie                    | Pekin          | el. – 14. miejsce | 74,45 |
| 2009 | Igrzyska śródziemnomorskie              | Pescara        | 4. miejsce        | 73,56 |
| 2009 | Mistrzostwa świata                      | Berlin         | el. – 27. miejsce | 70,70 |
| 2010 | Zimowy puchar Europy w rzutach          | Arles          | 7. miejsce        | 73,86 |
| 2010 | I liga drużynowych mistrzostw Europy    | Budapeszt      | 4. miejsce        | 72,01 |
| 2011 | I liga drużynowych mistrzostw Europy    | Izmir          | 2. miejsce        | 74,20 |
| 2011 | Mistrzostwa świata                      | Daegu          | el. – 18. miejsce | 73,38 |
| 2012 | Igrzyska olimpijskie                    | Londyn         | el. – 17. miejsce | 73,47 |
| 2013 | Superliga drużynowych mistrzostw Europy | Gateshead      | 3. miejsce        | 76,29 |
| 2015 | Mistrzostwa świata                      | Pekin          | el. – 17. miejsce | 73,01 |
| 2016 | Igrzyska olimpijskie                    | Rio de Janeiro | el. – 24. miejsce | 70,08 |
| 2017 | Puchar Europy w rzutach                 | Las Palmas     | 7. miejsce        | 71,55 |
| 2017 | Igrzyska solidarności islamskiej        | Baku           | 1. miejsce        | 74,32 |
| 2017 | I liga drużynowych mistrzostw Europy    | Vaasa          | 2. miejsce        | 71,53 |
| 2017 | Mistrzostwa świata                      | Londyn         | el. – 16. miejsce | 73,55 |
| 2018 | Puchar Europy w rzutach                 | Leiria         | 6. miejsce        | 75,20 |
| 2018 | Mistrzostwa Europy                      | Berlin         | el. – 17. miejsce | 72,70 |